# Takashi Usami
Takashi Usami (宇佐美 貴史 Usami Takashi?, Nagaokakyō, Kioto, 6 de mayo de 1992) es un futbolista japonés que actualmente juega en el Gamba Osaka de la J1 League.

## Carrera futbolística

### Gamba Osaka
Usami hizo historia en su debut en el equipo Gamba Osaka a la edad de 17 años y 14 días y marcó un gol en el mismo partido, así se convirtió rompió las dos marcas el mismo tiempo, el del jugador más joven en la cancha, y el jugador más joven en marcar, rompiendo la marca previamente establecida por Junichi Inamoto. Usami hizo su debut el 20 de mayo de 2009 contra FC Seoul en la Liga de campeones. En 2010, se convierte en un jugador titular en Gamba Osaka y es nombrado Mejor jugador joven del año por la J. League en la celebración anual de los premios el 6 de diciembre.

### Bayern Munich
El 27 de junio de 2011, fue confirmado su préstamo al Bayern Munich. Se unió al club en julio. El club tuvo la opción de comprar al jugador dentro de ese año. Usami dijo acerca de la planilla titular actual del Bayern: "Quiero mejorar mi habilidad, a tal punto que podría sacar el lugar al resto."

### TSG 1899 Hoffenheim
El 24 de mayo de 2012 es fichado por el TSG 1899 Hoffenheim.

## Selección nacional
En julio de 2012, Usami fue incluido en la lista de 18 jugadores que representaron a Japón en el Torneo de Fútbol Masculino de los Juegos Olímpicos de Londres 2012.

## Estadísticas de su carrera

### Clubes
Actualizado 14 de Agosto del 2017
| Gamba Osaka | 2009    | 3      | 0   | 0  | 0  | 0  | 0  | 1  | 1  | - | - | 4  | 1   |    |
| Gamba Osaka | 2010    | 26     | 7   | 4  | 2  | 2  | 0  | 4  | 2  | 1 | 0 | 37 | 11  |    |
| Gamba Osaka | 2011    | 14     | 4   | 0  | 0  | 0  | 0  | 7  | 1  | - | - | 21 | 5   |    |
| Gamba Osaka | Total   | 43     | 11  | 4  | 2  | 2  | 0  | 12 | 4  | 1 | 0 | 62 | 17  |    |
| FC Bayern   | 2011-12 | 3      | 1   | 1  | 1  | 0  | 0  | 1  | 0  | 0 | 0 | 5  | 1   |    |
| Hoffenheim  | 2012-13 | 20     | 2   | 1  | 0  | 0  | 0  | 0  | 0  | 0 | 0 | 21 | 2   |    |
| Gamba Osaka | 2013    | 18     | 19  | 2  | 1  | 0  | 0  | 0  | 0  | 0 | 0 | 20 | 20  |    |
| Gamba Osaka | 2014    | 26     | 10  | 4  | 6  | 7  | 5  | 0  | 0  | 0 | 0 | 37 | 21  |    |
| Gamba Osaka | 2015    | 34     | 19  | 3  | 4  | 1  | 0  | 11 | 4  | 4 | 1 | 53 | 28  |    |
| Gamba Osaka | 2016    | 17     | 5   | 0  | 0  | 0  | 0  | 5  | 0  | 1 | 1 | 23 | 6   |    |
| Career      | Career  | Career | 163 | 66 | 15 | 14 | 10 | 5  | 29 | 8 | 6 | 2  | 221 | 95 |

### Internacional
| Equipo nacional | Año | Apariciones | Goles |
| --------------- | --- | ----------- | ----- |
| Japón Sub17     |     |             |       |
| 2007            | 7   | 5           |       |
| 2008            | 4   | 2           |       |
| 2009            | 5   | 3           |       |
| Total           | 16  | 10          |       |
| Japón Sub19     |     |             |       |
| 2010            | 13  | 5           |       |
| Total           | 13  | 5           |       |
| Japón Sub22     |     |             |       |
| 2011            | 4   | 0           |       |
| Total           | 4   | 0           |       |

| Equipo nacional, apariciones y goles | Equipo nacional, apariciones y goles | Equipo nacional, apariciones y goles   | Equipo nacional, apariciones y goles | Equipo nacional, apariciones y goles | Equipo nacional, apariciones y goles | Equipo nacional, apariciones y goles                                 |
| #                                    | Date                                 | Venue                                  | Opponent                             | Result                               | Goal                                 | Competition                                                          |
| 2007                                 | 2007                                 | 2007                                   | 2007                                 | 2007                                 | 2007                                 | 2007                                                                 |
| ------------------------------------ | ------------------------------------ | -------------------------------------- | ------------------------------------ | ------------------------------------ | ------------------------------------ | -------------------------------------------------------------------- |
|                                      | 9 August                             | Toyota Sports Park Stadium, Toyota     | Australia U16                        | 3–0                                  | 1                                    | 2007 Toyota International Youth Football Championship / Japan U16    |
|                                      | 10 August                            | Toyota Sports Park Stadium, Toyota     | United States U16                    | 3–1                                  | 1                                    | 2007 Toyota International Youth Football Championship / Japan U16    |
|                                      | 12 August                            | Toyota Stadium, Toyota                 | United Arab Emirates U16             | 4–0                                  | 1                                    | 2007 Toyota International Youth Football Championship / Japan U16    |
|                                      | 24 October                           | Lebak Bulus Stadium, Yakarta           | Laos U15                             | 2–0                                  | 0                                    | 2008 AFC U-17 Championship qualification / Japan U15                 |
|                                      | 26 October                           | Lebak Bulus Stadium, Yakarta           | Camboya U15                          | 7–0                                  | 1                                    | 2008 AFC U-17 Championship qualification / Japan U15                 |
|                                      | 30 October                           | Lebak Bulus Stadium, Yakarta           | Indonesia U15                        | 2–1                                  | 1                                    | 2008 AFC U-17 Championship qualification / Japan U15                 |
|                                      | 1 November                           | Lebak Bulus Stadium, Yakarta           | Hong Kong U15                        | 7–0                                  | 0                                    | 2008 AFC U-17 Championship qualification / Japan U15                 |
| 2008                                 |                                      |                                        |                                      |                                      |                                      |                                                                      |
|                                      | 5 October                            | MHSK Stadium, Tashkent                 | Malaysia U16                         | 4–0                                  | 2                                    | 2008 AFC U-16 Championship / Japan U16                               |
|                                      | 7 October                            | MHSK Stadium, Tashkent                 | United Arab Emirates U16             | 6–1                                  | 0                                    | 2008 AFC U-16 Championship / Japan U16                               |
|                                      | 12 October                           | MHSK Stadium, Tashkent                 | Saudi Arabia U16                     | 2–0                                  | 0                                    | 2008 AFC U-16 Championship / Japan U16                               |
|                                      | 15 October                           | Pakhtakor Stadium, Tashkent            | South Korea U16                      | 1–2                                  | 0                                    | 2008 AFC U-16 Championship / Japan U16                               |
| 2009                                 |                                      |                                        |                                      |                                      |                                      |                                                                      |
|                                      | 24 January                           | Verde Valle 1, Guadalajara             | Brasil U17                           | 2–2                                  | 2                                    | 2009 Copa Chivas / Japan U17                                         |
|                                      | 25 January                           | Bugambilias, Guadalajara               | Monarcas Morelia                     | 0–1                                  | 0                                    | 2009 Copa Chivas / Japan U17 Unofficial                              |
|                                      | 26 January                           | Verde Valle 1, Guadalajara             | Chivas USA                           | 5–0                                  | 2                                    | 2009 Copa Chivas / Japan U17 Unofficial                              |
|                                      | 27 January                           | Gigantera, Guadalajara                 | Deportivo Toluca                     | 2–2                                  | 0                                    | 2009 Copa Chivas / Japan U17 Unofficial                              |
|                                      | 29 January                           | Gigantera, Guadalajara                 | Santos                               | 3–0                                  | 3                                    | 2009 Copa Chivas / Japan U17 Unofficial                              |
|                                      | 19 June                              | Stade Municipal, Ouagadougou           | Burkina Faso U17                     | 1–0                                  | 1                                    | Friendly / Japan U17                                                 |
|                                      | 8 August                             | Villarreal Football Center, Castellón  | A.C. Milan                           | 0–1                                  | 0                                    | 2009 Villarreal Youth Tournament / Japan U17 Unofficial              |
|                                      | 9 August                             | Villarreal Football Center, Castellón  | Real Madrid                          | 2–2                                  | 2                                    | 2009 Villarreal Youth Tournament / Japan U17 Unofficial              |
|                                      | 10 August                            | Villarreal Football Center, Castellón  | Celtic                               | 1–2                                  | 1                                    | 2009 Villarreal Youth Tournament / Japan U17 Unofficial              |
|                                      | 15 August                            | La Devesa, San Carlos de la Rápita     | UE Rapitenca                         | 4–0                                  | 1                                    | 2009 Manel Forne Pons Youth Tournament / Japan U17 Unofficial        |
|                                      | 16 August                            | La Devesa, San Carlos de la Rápita     | Deportivo de La Coruña               | 3–0                                  | 2                                    | 2009 Manel Forne Pons Youth Tournament / Japan U17 Unofficial        |
|                                      | 24 October                           | Estadio Teslim Balogun, Lagos          | Brasil U17                           | 2–3                                  | 0                                    | 2009 FIFA U-17 World Cup / Japan U17                                 |
|                                      | 27 October                           | Estadio Teslim Balogun, Lagos          | Switzerland U17                      | 3–4                                  | 0                                    | 2009 FIFA U-17 World Cup / Japan U17                                 |
|                                      | 30 October                           | Estadio Teslim Balogun, Lagos          | México U17                           | 0–2                                  | 0                                    | 2009 FIFA U-17 World Cup / Japan U17                                 |
| 2010                                 |                                      |                                        |                                      |                                      |                                      |                                                                      |
|                                      | 28 March                             | Pizza Hut Park, Frisco                 | Tigres                               | 3–2                                  | 1                                    | 2010 Dallas Cup / Japan U19 Unofficial                               |
|                                      | 29 March                             | Richland College, Dallas               | Tottenham Hotspur                    | 1–1                                  | 0                                    | 2010 Dallas Cup / Japan U19 Unofficial                               |
|                                      | 31 March                             | Richland College, Dallas               | Dallas Texans                        | 2–3                                  | 1                                    | 2010 Dallas Cup / Japan U19 Unofficial                               |
|                                      | 18 May                               | Odin, Heemskerk                        | Canadá U19                           | 0–0                                  | 0                                    | Friendly / Japan U19                                                 |
|                                      | 20 May                               | VV Assendelft, Assendelft              | Senegal U19                          | 0–1                                  | 0                                    | Friendly / Japan U19                                                 |
|                                      | 22 May                               | Sportpark de Koog, Uitgeest            | United States U19                    | 2–1                                  | 0                                    | 2010 International Cor Groenewegen Tournament / Japan U19            |
|                                      | 22 May                               | Sportpark de Koog, Uitgeest            | Atlético Mineiro                     | 0–0                                  | 0                                    | 2010 International Cor Groenewegen Tournament / Japan U19 Unofficial |
|                                      | 24 May                               | Sportpark de Koog, Uitgeest            | SC Heerenveen                        | 2–0                                  | 2                                    | 2010 International Cor Groenewegen Tournament / Japan U19 Unofficial |
|                                      | 24 May                               | Sportpark de Koog, Uitgeest            | Sporting Lokeren                     | 3–0                                  | 1                                    | 2010 International Cor Groenewegen Tournament / Japan U19 Unofficial |
|                                      | 24 May                               | Sportpark de Koog, Uitgeest            | FC Twente                            | 2–0                                  | 0                                    | 2010 International Cor Groenewegen Tournament / Japan U19 Unofficial |
|                                      | 24 May                               | Sportpark de Koog, Uitgeest            | South Korea U20                      | 0–1                                  | 0                                    | 2010 International Cor Groenewegen Tournament / Japan U19            |
|                                      | 20 June                              | Ekbatan Stadium Tehran, Tehran         | Iran U19                             | 2–1                                  | 0                                    | Friendly / Japan U19                                                 |
|                                      | 22 June                              | Azadi Stadium, Tehran                  | Irán U19                             | 2–5                                  | 0                                    | Friendly / Japan U19                                                 |
|                                      | 27 June                              | Weifang Sports Center Stadium, Weifang | China PR U19                         | 0–1                                  | 0                                    | Friendly / Japan U19                                                 |
|                                      | 29 June                              | Weifang Sports Center Stadium, Weifang | China PR U19                         | 2–1                                  | 0                                    | Friendly / Japan U19                                                 |
|                                      | 11 September                         | Sendai Stadium, Sendai                 | Brasil U19                           | 0–1                                  | 0                                    | 2010 Sendai Cup / Japan U19                                          |
|                                      | 12 September                         | Sendai Stadium, Sendai                 | China PR U19                         | 4–0                                  | 2                                    | 2010 Sendai Cup / Japan U19                                          |
|                                      | 4 October                            | Zibo Sports Center Stadium, Zibo       | United Arab Emirates U19             | 2–1                                  | 0                                    | 2010 AFC U-19 Championship / Japan U19                               |
|                                      | 6 October                            | Zibo Sports Center Stadium, Zibo       | Vietnam U19                          | 4–0                                  | 3                                    | 2010 AFC U-19 Championship / Japan U19                               |
|                                      | 11 October                           | Linzi Stadium, Linzi                   | South Korea U19                      | 2–3                                  | 0                                    | 2010 AFC U-19 Championship / Japan U19                               |
| 2011                                 |                                      |                                        |                                      |                                      |                                      |                                                                      |
|                                      | 9 February                           | Mohammed Al-Hamad Stadium, Hawalli     | Kuwait                               | 0–3                                  | 0                                    | Friendly / Japan U22                                                 |
|                                      | 12 February                          | Bahrain National Stadium, Manama       | Bahrain U22                          | 2–0                                  | 0                                    | Friendly / Japan U22                                                 |
|                                      | 26 March                             | Pakhtakor Markaziy Stadium, Tashkent   | Uzbekistan U22                       | 0–1                                  | 0                                    | Friendly / Japan U22                                                 |
|                                      | 29 March                             | JAR Stadium, Tashkent                  | Uzbekistan U22                       | 2–1                                  | 0                                    | Friendly / Japan U22                                                 |

## Apremios y honores

### Japan
- Copa Kirin: 1

2011

### Club
- Copa del emperador: 1

2009

### Individual
- Liga japonesa: 1

2010